# Брезовица при Медводах
Брезовица при Медводах  (словен. Brezovica pri Medvodah) је мало насеље у општини Медводе која припада покрајини Горењска.
Брезовица при Медводах се налазе на надморској висини 634,2 м површине 2,84 км². Приликом пописа становништва 2002. године насеље је имало 10 становника

## Име
Назив насеља је 1953. промењен из Брезовица у Брезовица при Медводах Немачки назив насеља био је Брезовиц (Bresowitz)

## Културна баштина
Локална црква из 17. века, саграђена на брду изнад села, посвећена је Светом Јакову Поред цркве у насељу има још 6 непокретних културних добара.